# Faculté pontificale de théologie Saint-Bonaventure
La faculté pontificale de théologie Saint-Bonaventure est un institut d'enseignement supérieur de l'Ordre des Frères mineurs conventuels pour l'enseignement de la théologie. Elle a été érigée le 24 janvier 1905 au Collège de Saint-Bonaventure à Rome.

## Historique
Le Collège de Saint-Bonaventure, également connu sous le nom de Seraphicum, a été fondé le 18 décembre 1587 par le pape Sixte V (également frère mineur conventuel). Il avait pour objet d'étudier en particulier la pensée de saint Bonaventure.
À la suite de la suppression des corps ecclésiastiques lors de la réunification de l'Italie en 1873, le Collège a arrêté l'enseignement, mais n'a pas cessé d'exister d'un point de vue canonique.
En 1894, le nouveau collège international Seraphicum est érigé dans le quartier du Vélabre. Il devient faculté théologique en 1905. Cette faculté devient pontificale le 13 janvier 1955 sous le nom de faculté pontificale de théologie Saint-Bonaventure. Elle abrite aussi le siège de l'Académie pontificale de l'Immaculée Conception,.
Parmi les étudiants de la faculté pontificale figure Maximilien-Marie Kolbe dans la période entre 1912 et 1919.

## Sources
- (it) Cet article est partiellement ou en totalité issu de l’article de Wikipédia en italien intitulé « Pontificia facoltà teologica San Bonaventura » (voir la liste des auteurs).
- Pontificia Facoltà Teologica San Bonaventura - Seraphicum. Centro di studi accademici - Vademecum. Roma 2007.